# اللكام (يافع)

تعديل مصدري - تعديل

اللكام هي إحدى قرى عزلة لبعوس بمديرية يافع التابعة لمحافظة لحج، بلغ تعداد سكانها 66 نسمة حسب تعداد اليمن لعام 2004.